# Филаделфија крем сир
Филаделфија крем сир (ен. Philadelphia Cream Cheese) је бренд крем сира. То је један од најпродаванијих брендова крем сира широм света. Први пут је произведен 1872. године и тренутно у власништву компанија Kraft Heinz и Mondelez International.

## Порекло
Упркос имену, бренд је измишљен у држави Њујорк, а не у Филаделфији. Године 1872. Вилијам Лоренс, млекар из Честера у Њујорку, покушао је да направи нефшател, врсту оштрог, сира који се мрви и који је био популаран у Европи у то време. Случајно је додао превелику количину кајмака и направио богатији сир који се више може намазати и који су на крају назвали „крем сир“. Није се продавао као „филаделфијски крем сир“ све до 1880. Те године, Лоренс се удружио са А. Л. Рејнолдсом, продавцем сира у Њујорку, како би продао веће количине производа. У то време, Филаделфија и околина били су познати и на цени по висококвалитетним фармама млека и производа од кремастог сира, па су одлучили да користе назив „Филаделфија“ на блоковима крем сира умотаним у фолију. Компанија је прошла кроз неке промене током година и заштићено име Филаделфија је продато компанији Phenix Cheese Company у Јужном Едместону у Њујорку. Phenix Cheese Company се 1928. спојио са Kraft-ом и формирао Kraft-Phenix Cheese Company. Филаделфија крем сир је остао стални производ у просечном домаћинству иу многим ресторанима и продавницама пецива широм света.

### Ван САД
Популарност бренда се проширила ван Сједињених Америчких Држава; према неким изворима ово је најпопуларнији бренд крем сира широм света.